# André Peere
André Peere (Brugge, 8 april 1926 - Assebroek, na 1995) was een Belgisch kunstschilder die behoorde tot de zogenaamde Brugse School.

## Levensloop
Peere liep middelbare school en daarnaast volgde hij lessen aan de Academie voor Schone Kunsten Brugge.
Hij schilderde met olieverf of met waterverf en maakte ook etsen. Zijn voornaamste thema's waren Brugse stadsgezichten, landschappen, bloemstukken, marines en figuren.